# Natsumi Yabuuchi
Natsumi Yabuuchi (21 de julho de 1977) é uma ex-basquetebolista profissional japonesa.

## Carreira
Natsumi Yabuuchi integrou a Seleção Japonesa de Basquetebol Feminino, em Atenas 2004, que terminou na décima posição.